# Gran Paz de Montreal

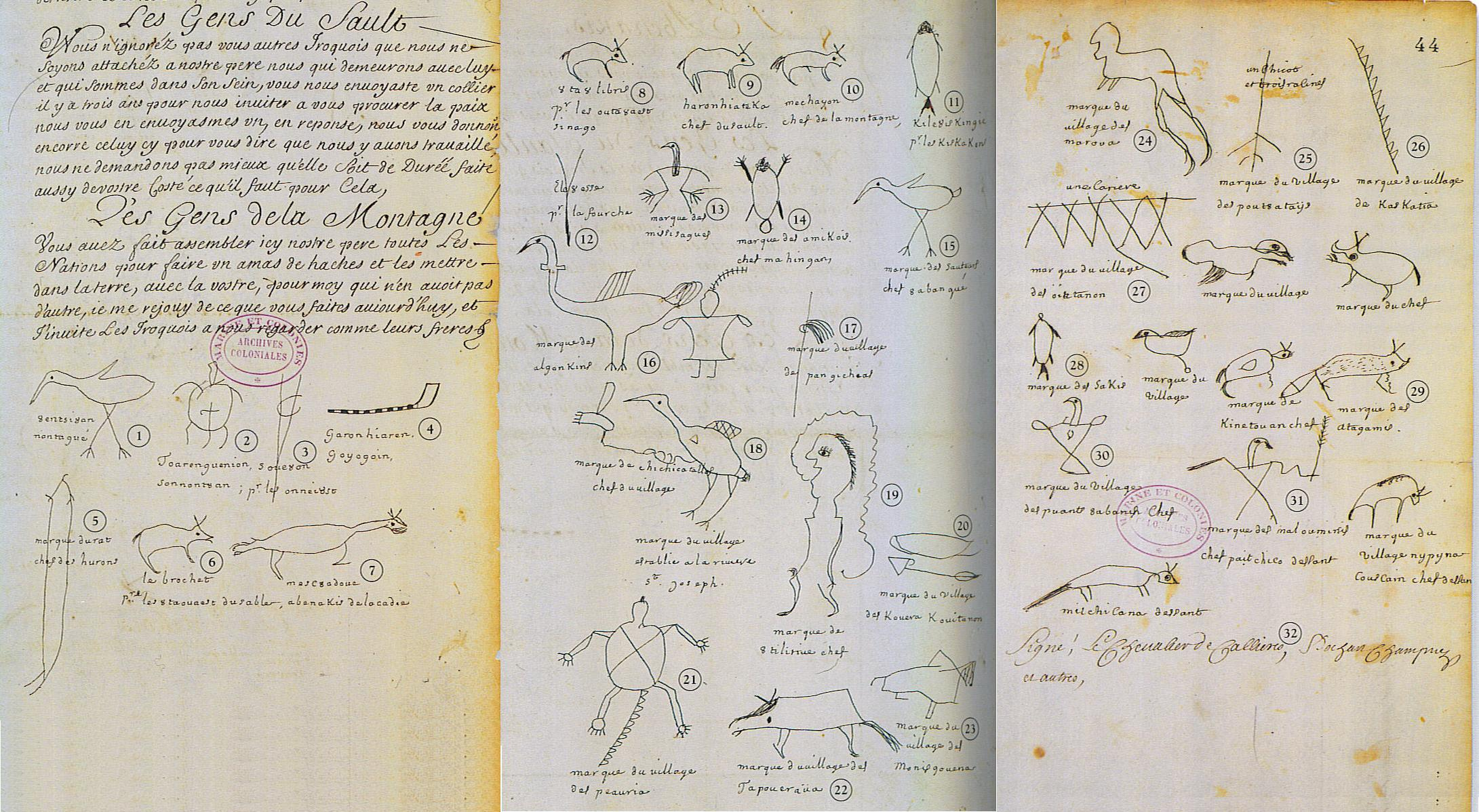
Copia original del tratado. Incluye pictogramas indígenas.

La Gran Paz de Montreal (francés: La Grande paix de Montréal) fue un tratado de paz firmado entre las autoridades coloniales de Nueva Francia, encabezadas por el gobernador Louis-Hector de Callière (1648-1703), y mil trescientos representantes de treinta y nueve pueblos indígenas. Fue firmado el 4 de agosto de 1701 y significó el final de las Guerras de los Castores. 
Negociaciones anteriores en 1698 y 1699 habían fracasado por la diplomacia británica. Finalmente, después de una exitosa incursión francesa en Iroquia se reiniciaron conversaciones definitivas de paz en mayo de 1700 en territorio onondaga. En septiembre se logró un acuerdo preliminar entre la Confederación y los franceses, sumándose a las conversaciones las demás tribus de la región en mayo de 1701. Como parte del acuerdo final, las Cinco Naciones iroquesas se comprometieron a ser neutrales en caso de guerra entre británicos y franceses. El tratado también significó el final temporal de los conflictos étnicos amerindios y permitió la reapertura del comercio de pieles y la actividad de los misioneros jesuitas y exploradores franceses.
Los franceses, en alianza con hurones y algonquinos, consiguieron mantener dieciséis años de paz y fructífero comercio antes del siguiente conflicto con la Confederación Iroquesa. La Confederación se mantuvo neutral durante la Guerra de la Reina Ana, a pesar de que en 1710 los británicos les ofrecieron una alianza contra los franceses. A veces se la conoce como el Gran Arreglo de 1701. No debe confundirse con Acta de Establecimiento del mismo año.